# Спас Соколов (ВМОРО)
 Тази статия е за дееца на ВМОРО и ВМРО.  За Ботевия четник вижте Спас Соколов (Ботев четник).  
Спас (Спасе) Георгиев Соколов е български революционер, деец на Вътрешната македоно-одринска революционна организация и Вътрешната македонска революционна организация.

## Биография
Роден е в 1880 година в кочанското село Бигла, тогава в Османската империя. В 1901 година влиза във ВМОРО и служи като куриер и селски войвода на организацията. В 1903 година се сражава заедно с войводата Тодор Саев на връх Голак срещу османски части. В 1910 година става нелегален и се присъединява към четата на Симеон Кочански. В 1912 година се сражава заедно с радовишкия войвода Стамен Чолака. При избухването на Балканската война през октомври същата година е доброволец в Македоно-одринското опълчение и участва в сраженията при настъплението към Драма и Кавала. След като Кочанско попада в Сърбия след Междусъюзническата война, отново се захваща с революционна дейност и е помощник-войвода в четата на Мице Блатцалията. В 1913 година участва в сражение при Драгобраща. След това в 1914 година е с войводата Гоге Копелето. В 1915 година е четник на Мице Блатцалията.
След Първата световна война участва във възстановяването на ВМРО и от 1921 година е легален куриер. Заловен е от югославските власти и осъден на 3 години затвор, като е тежко бит.
На 2 март 1943 година, като жител на Бигла, подава молба за българска народна пенсия, която е одобрена и пенсията е отпусната от Министерския съвет на Царство България.